# El Pinar de El Hierro
El Pinar de El Hierro és un municipi de l'illa d'El Hierro, a les illes Canàries.

## Història
Els bimbaches van ser els primers pobladors d'El Hierro, una tribu pacífica però que gaudia d'una complexa estructura social, a pesar de viure ancorats en una cultura pròpia del Neolític. Habitaven en coves naturals o en senzilles construccions de pedra seca i es dedicaven a les labors agrícoles, al pasturatge i la pesca litoral. Els bimbaches van deixar per a la història nombrosos petròglifs repartits per tota l'illa que encara no han pogut ser desxifrats. Els més extensos i significatius són els coneguts com Rótulos del Julan. En la mateixa zona, s'han trobat altres vestigis aborígens com les restes d'un antic lloc de reunió (tagoror), soterraments en coves, cadàvers momificats, així com recipients, útils domèstics i altres eines.
La història recent del municipi del Pinar és la d'una reivindicació que arrenca des de l'any 1912 amb la promulgació en les Illes Canàries de la Llei Constitutiva dels Cabildos Insulars, norma que determinaria la creació d'una administració i govern propi per a cadascuna de les illes, i que al seu torn hauria de coordinar, supervisar i impulsar l'acció del conjunt de municipis en la seva demarcació. No obstant això, per aquell temps, El Hierro tenia un únic terme municipal, Valverde, el qual abastava tota l'illa, per la qual cosa es va fer necessària la creació d'un segon municipi per poder fundar el Cabildo del Hierro. Així, es decideix fraccionar el territori insular, reservant per a Valverde la part oriental de l'illa, i deixant-ne per al nou municipi la meitat occidental. D'aquesta manera neix el veí municipi de La Frontera, i es fixa la capital en la localitat del mateix nom. Segons cròniques de l'època, tal repartiment de terres no va satisfer els habitants del nucli d'El Pinar, els quals es van sentir ofesos, car consideraven que la determinació de les bogues municipals s'havia fet sense tenir en compte la idiosincràsia del seu poble que, per aquell temps, tenia major nombre d'habitants i ja tenia establerts els primers serveis públics de la zona, la caserna de la Guàrdia Civil i, més tard, un jutjat de pau que s'emplaçaria en el llavors barri de Taibique. A tot això, a més, calia afegir la gran distància (actualment és de més de 25 quilòmetres) que existia entre la capital municipal i La Pineda.